# Brasil en los Juegos Olímpicos de París 1924
Brasil estuvo representado en los Juegos Olímpicos de París 1924 por un total de 12 deportistas masculinos que compitieron en 4 deportes.
El portador de la bandera en la ceremonia de apertura fue el atleta Alfredo Gomes. El equipo olímpico brasileño no obtuvo ninguna medalla en estos Juegos.